# Суфчин (Малопольське воєводство)
Суфчин (пол. Sufczyn) — село в Польщі, у гміні Дембно Бжеського повіту Малопольського воєводства.
Населення — 1988 осіб (2011).

## Демографія
Демографічна структура станом на 31 березня 2011 року:
|          | Загалом | Допрацездатний вік | Працездатний вік | Постпрацездатний вік |
| -------- | ------- | ------------------ | ---------------- | -------------------- |
| Чоловіки | 994     | 257                | 647              | 90                   |
| Жінки    | 994     | 237                | 582              | 175                  |
| Разом    | 1988    | 494                | 1229             | 265                  |